# Sactzu
Sactzu är en ort i Mexiko.   Den ligger i kommunen Chamula och delstaten Chiapas, i den sydöstra delen av landet, 800 km öster om huvudstaden Mexico City. Sactzu ligger 2 416 meter över havet och antalet invånare är 603.
Terrängen runt Sactzu är huvudsakligen kuperad, men norrut är den bergig. Runt Sactzu är det tätbefolkat, med 530 invånare per kvadratkilometer. Närmaste större samhälle är San Cristóbal de las Casas, 7,9 km söder om Sactzu. Omgivningarna runt Sactzu är en mosaik av jordbruksmark och naturlig växtlighet.